# El Junko (paroisse civile)
Pour les articles homonymes, voir Junko.
El Junko est l'une des onze paroisses civiles de la municipalité de Vargas dans l'État de La Guaira au Venezuela. Sa capitale est El Junko.

## Géographie

### Démographie
Hormis sa capitale El Junko, la paroisse civile possède trois autres localités importantes :
- El Encantado
- El Junko
- El Junquito (en commun avec la paroisse civile d'El Junquito)
- Tibrón Grande